# 鋰空氣電池
鋰空氣電池（英語：Lithium–air battery）是一种金属空气电化学电池，阳极（負极）采用了金属锂，而阴极（正极）材料，则是空气中的氧，放电过程中，负极的金属锂被氧化，正极的氧气被还原，从而在外电路中产生电流。原先在1970年代提出鋰空氣電池可能用作电动汽车的电源，由于材料技术的进步和增长的对于环境安全和对于替代石油的能源的需求，在2000年代末锂空气电池重新激发了科学兴趣。它是全固态电池。
配对结合锂和氧（来自空气）在理论上可以导致电化学电池具有最高的比能成为可能。实际上，非液态的锂-空气电池的理论比能（充电状态的Li2O2产物和排除了氧气质量）为 ~ 12kWh/kg。这与汽油的理论比能（~13kWh/kg）相媲美。在实践中，比能~1.7kWh/kg的锂空气电池在电池水平已被开发出来，这比商业锂离子电池高约5倍，并且其足以运行单次充电的全电动汽车（FEV）500 km（311英里）。锂空气电池的主要吸引力是非常高的能量密度-电池的单位重量贮存能量值，远远超过其他类型的传统的电池可存储的能量密度而更接近汽油的能量密度。锂空气电池有此优势是因为它们使用的氧气是来自于空气，而不是内部存储的氧化剂。但是，真正的锂-氧/空气电池的循环寿命和电力仍需要显著的改进后，才可以找到任何竞争的市场利基。
这个技术仍处于起步阶段，在一个可行的商业开发实施之前，在各种领域将需要大量的研究工作。然而，科学家和工业界的一致好评看好其发展的潜力。目前，有四种类型的锂空气电池正在被发展，为非质子性，液态，固态，和混合的水/非质子性的锂空气电池。
锂空气电池有潜力达到目前的锂离子电池的比能的5-15倍。